# أونيكاتشي أبام
أونيكاتشي أبام Onyekachi Apam، من مواليد 30 ديسمبر 1985 في أبا[ ؟ ] في نيجيريا، لاعب كرة قدم نيجيري.
بدأ مسيرته الكروية مع نادي نيس الفرنسي في عام 2006، وهو يلعب معهم حتى الآن.
منذ عام 2006 وهو يلعب مع منتخب نيجيريا لكرة القدم.

## روابط خارجية
- أونيكاتشي أبام على موقع الاتحاد الدولي (مؤرشف)  (الإنجليزية)
- أونيكاتشي أبام على موقع رابطة كرة القدم الفرنسية للمحترفين (الإنجليزية)
- أونيكاتشي أبام على موقع قاعدة بيانات كرة القدم.إي يو (الإنجليزية)
- أونيكاتشي أبام على موقع ليكيب (الفرنسية)
- أونيكاتشي أبام على موقع ناشيونال فوتبول تيمز (الإنجليزية)
- أونيكاتشي أبام على موقع Soccerway.com (الإنجليزية)
- أونيكاتشي أبام على موقع عالم كرة القدم.نت (الإنجليزية)
- أونيكاتشي أبام على موقع أوليمبيديا (الإنجليزية)